# Donuzlav
Donuzlav-søen ( Russian ) også omtalt som Donuzlav-bugten er den dybeste sø  på Krim (27 m) og største i Chornomorske rajon (47) km²). Det er et beskyttet landskab og en rekreativ park i den selvstyrende republik Krim.
I praksis er det ikke længere en sø  men snarere en bugt da man i 1961, gravede gennem en 200-400 m bred sandet spids, der adskilte den fra Sortehavet, så der blev dannet en 200 meter bred kanal. Søen er lige så salt som havet nær dens udmunding, men bundkilder gør vandet mindre salt længere inde.

## Oversigt
Donuzlav er kendt for en tophemmelig flådebase, der blev etableret her i 1960'erne som den sovjetiske Krim-flådebase. Basen var især bemærkelsesværdig for at huse luftpolstrede landgangsfartøjer (Pomornik-klassen). Efter opløsningen af Sovjetunionen blev basen overført til Ukraines væbnede styrker og var en af Ukraines tre vigtigste flådebaser som den Sydlige flådebase. Efter den russiske annektering af Krim i 2014 blev basen besat af det russiske militær, der genindførte sit tidligere navn.
Donuzlav ligger i Tschornomorske og Saky rajons (distrikter) på Tarkhankut-halvøen  samt Yevpatoria kommune . Donuzlav er en af flere søer, der ligger rundt om halvøen. Den er adskilt fra Sortehavet med en 12 km lang sandbanke, der har en bredde på 300 meter tilv 1 km. Donuzlav er forbundet med havet via en skibskanal. 
Donuzlav har en længde på 30 km, en bredde er op til 8,5 km, et areal på 42 km2 og en dybde er op til 27 meter. Den har flere små bugter.  Bredderne er høje og stejle. Ved adskilte dele af søen er en vådområdevegetation almindelig (dvs. tagrør, dunhammer og lignende).
I den øverste del af søerne er der to dæmninger til fiskeopdræt, i den midterste del er en flådebase. På bredden er der en vinddrevet vindkraftværk med 53 vindmøller.
Til søen ledes adskillige kløfter (halvtørrede vandløb), hvoriblandt Staryi Donuzlav, Donuzlav, Chernushka og Burnuk.
Den 5. marts 2014, under Krim-krisen i 2014, sænkede russiske søfolk to af den russiske Sortehavsflådes fartøjer, antiubådsskibet Ochakov og redningsslæbebåden Shakhter, ved indsejlingen til Donuzlav-bugten for at forhindre den ukrainske flådes skibe i at få adgang til den Sortehavet.